# 汉斯·马丁·施莱尔
汉斯·马丁·施莱尔（德語：Hans "Hanns" Martin Schleyer，1915年5月1日—1977年10月18日），德国商业主管、雇主、行业代表，曾担当两大商业组织德国雇主协会总会和德国工业联合会主席。1970年代，德国六八学运中的激进分子因为他在商业组织里位高权重，在劳资纠纷中所持立场、在电视上表现出的强硬态度、保守主义反共观点、在基民盟党中的重要身份、曾经狂热参与纳粹学生运动以及曾担当党卫队军官等事跡而盯上了他。   
極左派组织红军派于1977年9月5日将施莱尔绑架，西德政府最终决定，出于国家利益，不与恐怖分子谈判。最後红军派将其处决；他的座车在遇袭时，司机、护送他的三名警察也随之遇害。施莱尔在死后被德国各界广为纪念；汉斯·马丁·施莱尔奖、汉斯·马丁·施莱尔基金会以及漢斯·馬丁·施萊爾體育館都以他的名字命名。2017年，德国总统弗兰克-瓦尔特·施泰因迈尔与德国政府组织了绑架事件40周年纪念活动。

## 早期生活
施莱尔生于巴登大公國的奥芬堡，家族历来支持民族保守主義。其父为法官，其曾叔祖父是发明了人造语言沃拉普克语的罗马天主教牧师约翰·马丁·施莱尔。
1933年，施莱尔开始在海德堡大学攻读法律，在此期间加入了学生兄弟会“Corps Suevia”。1939年，他在因斯布鲁克大学取得博士学位。施莱尔成了纳粹主义信徒。在纳粹党青年组织希特拉青年團效力一段时间后，施莱尔于1933年7月1日加入党卫队，编号221.714，衔级为親衛隊下級突擊隊領袖。他在学生时代曾参与纳粹学运，曾追随学生领袖古斯塔夫·阿道夫·谢尔。
1935年夏，施莱尔認為自己所在的学生兄弟会缺乏“納粹主义精神”，於是退出了學生兄弟会。1937年，施莱尔成为了一位纳粹主义学生运动领袖，并加入纳粹党。起初他是纳粹在海德堡大学的学生组织的主席。后来，納粹德國学生领袖古斯塔夫·阿道夫·谢尔在德奥合并后将他派往因斯布鲁克大学，担任同样的职务。1939年，施莱尔与内科医师、慕尼黑市议员、親衛隊上級集團領袖埃米尔·克特雷尔的女儿瓦尔特鲁德·克特雷尔（1916-2008）结婚。二人育有四子。
二战期间，施莱尔应征入伍，在西线战场度过了一段时光。他在一场意外后获准退伍，被派到布拉格担任当地的学生组织主席。他在这一时期结识了波希米亞和摩拉維亞保護國的一位德国经济人物伯恩哈德·阿道夫（Bernhard Adolf），后者于1943年引荐施莱尔进入波希米亚和摩拉维亚行业协会。后来他成了伯恩哈德·阿道夫的重要副手、顾问。1945年5月5日，布拉格起義爆发后不久，施莱尔逃出了城市。

## 西德行业领袖

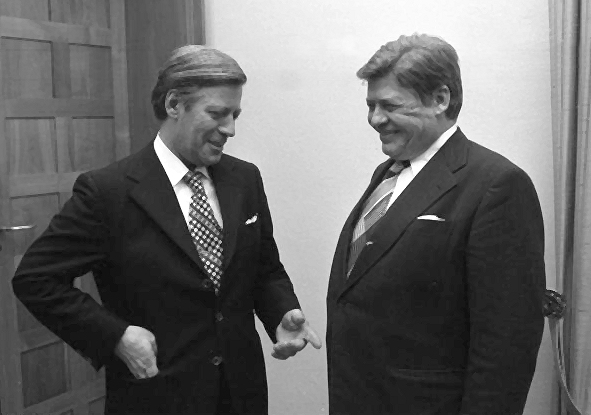
汉斯·马丁·施莱尔（右）和赫尔穆特·施密特，攝於1974 年

二战后，由于曾加入党卫队且拥有下级突击队领袖职衔，施莱尔作为战俘被盟军拘禁了三年。在接受去纳粹化时，为避免可能遭受的惩罚，施莱尔谎报了职衔。他于1948年被釋放。1949年，施莱尔成为巴登-巴登商会秘书。1951年，施莱尔加入戴姆勒-奔驰集团，在前辈弗里茨·克内克的帮助下，他最终成为了董事会的一员。施莱尔在1960年代末曾有机会被推举为董事长，但最终输给了约阿希姆·察恩（Joachim Zahn）。施莱尔此后先后频繁参与雇主组织活动，当上了一些雇主与行业协会的领导。他曾一度身兼德国雇主协会总会和德国工业联合会主席两职。
1960年代，各产业爆发抗议，停工示威，施莱尔采取了强硬手段，再加上他在纳粹党中的陈年往事、他在公开露面（尤其是在电视上）时表现出的强硬态度，于是施莱尔就成了1968年学生运动的敌人。
1977年，施莱尔在第八届圣加仑研讨会上与德国工会联合会主席海因茨·奥斯卡·费特尔 (Heinz Oskar Vetter) 展开辩论，施莱尔被绑架后，这次辩论获得了很高的知名度。

## 绑架和谋杀
1977年9月5日，红军派的下屬单位“西格弗里德·豪斯纳突击队”（commando Siegfried Hausner）在科隆袭击了时任德国雇主协会总会主席的施莱尔的座车，当时他的车正在从弗里德里希·施密特大街右转驶入文岑茨-施塔茨大街。面对突然出现在马路上的婴儿车，司机只能刹车。他们后边的护送警车来不及停车，与施莱尔的车追尾。接着，四名（可能有五名）戴着头套的红军派成员跳了出来，对着两辆车開槍，打死了车队里的四人。施莱尔随后被揪出座车，塞进了红军派的货车。
红军派要求西德政府释放被捕同伙。该要求被拒后，所有被监禁的RAF成员全部在牢房内自杀。绑架施莱尔的突击队听闻狱中同志们全部死亡后，于1977年10月18日驱车带他驶离布鲁塞尔，最终在去往法国米卢斯的路上将其击毙，其被抛尸在一辆停在夏尔·贝玑路（rue Charles Péguy）上的绿色奥迪100轿车行李箱中。